# Рожерио Гаушу
Ботельо, Рожерио Марсио (порт. Rogério Márcio Botelho; 28 сентября 1979; штат Парана, Бразилия), более известный как Рожерио Гаушу (порт. Rogério Gaúcho), или просто Гаушу — бразильский футболист, нападающий. Своё прозвище он получил от португалоязычного произношения  гаучо,   употребляемого в Бразилии в отношении выходцев из южных штатов.

## Карьера игрока
Начал карьеру игрока в «Жувентусе». В 1998 перешёл в испанскую «Мальорку», после которой вернулся на родину.

### «Левски»
В 2001 году перешёл в болгарский чемпионат в клуб «Левски». До конца сезона сыграл 8 матчей в чемпионате. В Кубке Болгарии сыграл 4 матча и забил один гол в ворота «Ботева» из Пловдива. «Левски» занял первое место и Гаушу стал чемпионом Болгарии по футболу. В следующем сезоне, сыграв 8 матчей в чемпионате, стал двукратным чемпионом. В Кубке Болгарии сыграл всего один матч 1/16 финала против благоевградского «Пирина», но забил в нём победный гол. Уже следующей весной, когда Гаушу покинул команду «Левски» выиграл Кубок Болгарии. Вместе с болгарским клубом участвовал в 5 квалификационных раундах Лиги чемпионов. После вылета из Лиги сыграл два матча против лондонского «Челси» в Кубке УЕФА.

### «Крылья Советов»
В межсезонье на одном из турниров приглянулся тренеру самарских «Крыльев Советов» Александру Тарханову. Посовещавшись с Радимовым, с которым играл в «Левски», принял приглашение и перешёл в российский чемпионат. В «Крыльях» удачно дебютировал 8 марта 2002 года в матче с «Ураланом», заработал для команды очко, забив гол. В первой половине чемпионата часто выходил в стартовом составе, а в перерыве или конце матча заменялся Сергеем Виноградовым. С лета в основном стал выходить на замену во втором тайме. Всего в том сезоне сыграл в чемпионате 22 матча и забил 6 мячей. Поиграл в Кубке Интертото, в котором забивал в ворота «Динабурга» и «Виллема-II».
В следующем году тренер часто выпускал Рожерио когда команда проигрывала, но сыграв в чемпионате 16 матчей забил он лишь 2 мяча.
В 2004 году «Крылья Советов» поставили себе высокие цели в чемпионате, бразилец не выдерживал конкуренции. Ходили слухи о возвращении Гаушу в «Левски», затем его пытались отдать в аренду в «Уралан», но он вернулся в Бразилию.

### Чемпионат Чехии
С 2005 играл в Гамбринус Лиге Чемпионата Чехии. В августе 2005 перешёл в клуб «Сигма» из Оломоуца и провел за него до конца сезона 6 игр, забив в двух из них. В январе 2006 года перешёл в пражскую «Славию», провел в ней три сезона, за которые сыграл 36 матчей и забил 7 голов. Последовательно выигрывал бронзовые, серебряные и золотые медали чемпионата Чехии. Участвовал в Лиге Чемпионов и Кубке УЕФА.

### Чемпионат Словакии
В феврале 2008 перешёл в словацкий клуб «Сенец» из одноимённого города. За клуб сыграл 15 матчей по  90 минут, забил 8 мячей  и стал лучшим бомбардиром команды. По итогам сезона клуб удержался в Цоргонь-лиге, закончив сезон на спасительном 10 месте. В том числе и благодаря забитым голам бразильца, принесшим очки в клубную копилку. В июле того же года бразилец перешёл в гранд словацкого футбола братиславский «Слован», с которым выиграл чемпионат 2008/2009. В столичном клубе Гаушу не был игроком основы, в основном выходя на замены. Последний матч сыграл 31 октября 2009 года в  гостях против «Кошице», в котором отыграл 30 минут и забил гол. Летом 2010 контракт игрока с клубом истёк.
С 2010 года не играет.

## Достижения
- Чемпион Болгарии — 2000/01, 2001/02
- Обладатель Кубка Болгарии — 2001/02
- Чемпион Чехии — 2007/08
- Серебряный призер чемпионата Чехии — 2006/07
- Бронзовый призер чемпионата Чехии — 2005/06
- Чемпион Словакии — 2008/09